# Russell Williams
David Russell Williams (* 7. März 1963 in Bromsgrove, Worcestershire, England) ist ein kanadischer Mörder und ehemaliger Offizier der Luftwaffe. Bis zu seiner Verhaftung im Februar 2010 war er Kommandant der Canadian Forces Base Trenton, der wichtigsten kanadischen Luftwaffenbasis, und diente als Pilot für hochrangige Regierungsmitglieder.

## Militärlaufbahn
Nach seinem Abschluss eines Wirtschafts- und Politikstudiums an der University of Toronto trat er 1987 der kanadischen Luftwaffe bei, wo er bis 1990 eine Pilotenausbildung absolvierte. Anschließend war er bis 1992 als Ausbilder an der Fliegerschule in Portage La Prairie eingesetzt, ehe er bis 1999 als Einsatzpilot in der 434. Combat Support Squadron und der 412. Transport Squadron seinen Dienst versah. Im November 1999 wurde er zum Major befördert und wurde Ausbildungsleiter für Piloten an mehrmotorigen Flugzeugen. Von August 2003 bis Juni 2004 erwarb er ein Master of Defence Studium an der Militärakademie Kingston (Royal Military College of Canada), wurde anschließend zum Lieutenant Colonel befördert und mit dem Kommando der 437. Squadron der Luftwaffe in Trenton betraut.
Von Dezember 2005 bis Juni 2006 kommandierte er zudem die Nachschubbasis Camp Mirage am Persischen Golf, eine Logistikbasis zur Unterstützung der in Afghanistan eingesetzten kanadischen Truppen. Im Juli wurde er ins Directorate of Air Requirements versetzt, wo er Projektleiter für diverse Lufttransportprojekte für mehrmotorige Flugzeuge wurde.
Von Januar bis Juli 2009 belegte er einen Sprachkurs in Französisch und wurde anschließend zum Colonel befördert, ehe er im Juli 2009 das Kommando über den Luftwaffenstützpunkt Trenton, die meistgenutzte und wichtigste Luftwaffenbasis in Kanada, übernahm. Wegen seiner Erfahrung und seines hohen Ansehens wurde er auch als Pilot für hochrangige Politiker wie z. B. den Premierminister von Kanada, den Generalgouverneur von Kanada und Mitglieder des britischen Königshauses eingesetzt.
Anfang 2010 organisierte er den Einsatz der kanadischen Truppen für die Erdbebenhilfe in Haiti und war in führender Position bei der Planung der militärischen Hilfe für die Olympischen Winterspiele 2010 in Vancouver tätig.

## Taten
Der zuvor nicht vorbestrafte oder sonst irgendwie auffällige und seit 1991 verheiratete Williams begann seine Taten im Jahr 2007 mit einer Wohnungseinbruchsdiebstahlsserie, bei der er jeweils Damenunterwäsche entwendete. In einem kurzen Zeitraum von nur zweieinhalb Jahren eskalierten seine Taten derart, dass er zwei sexuelle Übergriffe ohne Penetration beging und schließlich zwei sexuell motivierte Morde mit vorherigen Vergewaltigungen verübte.

### Wohnungseinbruchsdiebstahlserie
Williams erste Tat fand am 9. September 2007 statt, als er in das Haus von direkt benachbarten Freunden eindrang und aus dem Zimmer der 12-jährigen Tochter Unterwäsche stahl. Über die folgenden zweieinhalb Jahre verübte er insgesamt 82 Wohnungseinbruchsdiebstähle mit ähnlicher Vorgehensweise. Williams brach in 25 Häuser in Orléans, wo er an Wochenenden mit seiner Ehefrau wohnte, und 23 Häuser in Tweed ein, wo er unter der Woche alleine lebte; teilweise kehrte er nach bereits begangenem Einbruchsdiebstahl zurück, um erneut Unterwäsche zu stehlen. Von den 48 Opfern meldeten lediglich 17 den Einbruch der Polizei; häufig blieben die Taten unbemerkt. Zwar sagte Williams gegenüber der Polizei aus, dass er Frauen zwischen 18 und Anfang 30 Jahren bevorzugte, tatsächlich waren seine Opfer in 13 der Häuser, in die er einbrach, aber jünger als 18 Jahre.
Zumeist hielt sich Williams bei den Einbrüchen mehrere Stunden im fremden Haus auf. Er durchstöberte die Unterwäsche der Opfer, auch bereits getragene in Wäschekörben. Er fotografierte die Betten der Mädchen und Frauen, legte dann ausgewählte Unterwäschestücke auf die Betten, um sie dort zu fotografieren. Williams fotografierte sich auch selbst nackt in den Zimmern oder in der fremden Frauenunterwäsche. Häufig legte er sich in die Betten der Opfer, um dort zu masturbieren. Dazu nutze er auch Stofftiere der Mädchen beziehungsweise Sexspielzeug der Frauen. In einem Haus rieb er seinen erigierten Penis am Schminkpinsel eines Opfers, ohne diesen jedoch zu stehlen. In einigen Häusern hinterließ er Nachrichten für die Opfer; so tippte er „Merci“ in den Computer zweier junger Opfer.
Als er die Häuser verließ, nahm er jeweils mehrere Stücke Unterwäsche, aber auch Badebekleidung und Sexspielzeug mit. Teilweise leerte er ganze Schubladen. Zuhause katalogisierte er die Diebesbeute in Dateien, wobei er auch die Eigentümerinnen identifizierte. Auch Pressemeldungen über seine Taten nahm er in sein Archiv auf. In seinem Haus machte er auch weitere Aufnahmen von sich in der Unterwäsche. Auf einem später sichergestellten Foto trägt er einen gestohlenen pinken Slip unter seiner Militäruniform.

### Sexuelle Übergriffe

#### Wohnungseinbruch und sexueller Übergriff gegenüber nicht namentlich genanntem Opfer
Am 17. September 2009 brach der maskierte Williams in das Haus einer 21-jährigen Frau ein, die dort mit ihrem acht Wochen alten Baby alleine war, weil ihr Partner außerhalb arbeitete. Williams beobachtete sie zunächst, während sie schlief, fesselte sie dann, verband ihr die Augen und zog sie aus, um sie über zwei Stunden nackt zu fotografieren. Schließlich nahm er Unterwäsche der Frau und eine Babydecke an sich und verschwand. Später sagte Williams gegenüber der Polizei aus, dass er die Frau bereits vorher von seinem Boot aus gesehen und ins Auge gefasst hatte, da sie „süß“ gewesen sei.

#### Wohnungseinbruch und sexueller Übergriff gegenüber Laurie Massicotte
Am frühen Morgen des 30. Septembers 2009 brach Williams in das Haus der schlafenden Laurie Massicotte in Tweed ein. Er verband ihr die Augen, fesselte sie an den Händen und durchschnitt ihr Oberteil mit einem Messer. Williams versicherte Massicotte, dass er sie nicht vergewaltigen würde, solange sie ihn ihren nackten Körper fotografieren lässt. Nachdem er Massicotte in sexualisierten Posen abgelichtet hatte, verließ er das Haus mit einem Slip von ihr, den er sich als Maskierung über den Kopf stülpte.
Irrtümlicherweise hielt Massicotte den Täter für ihren Nachbarn Larry Jones, was sie auch der Polizei gegenüber aussagte, die Ermittlungen gegen Jones einleitete.

### Morde

#### Mord an Marie-France Comeau
Die 37-jährige Korporal Marie-France Comeau arbeitete als Flugbegleiterin für die kanadischen Streitkräfte und war als solche einmal Williams begegnet. Im November 2009 brach Williams erstmals in das Haus von Comeau in Brighton, Ontario, ein und fotografierte dort ihre Militäruniform und Sexspielzeug sowie sich selbst in ihrer Unterwäsche.
Eine Woche später, am 25. November 2009, kehrte er zurück und brach am Abend durch ein Kellerfenster ein, um im Keller zu warten, bis Comeau zu Bett ging. Comeau kam jedoch in den Keller, um nach ihrer Katze zu suchen. Als sie die Katze fand, starrte diese Williams an, sodass auch Comeau ihn erblickte, wegen seiner Kopfbedeckung allerdings nicht erkannte. Williams schlug Comeau daraufhin mit einer Taschenlampe bewusstlos und band sie mit Seil an einen Metallpfeiler im Keller. Er brach den Schlüssel im Haustürschloss ab, um zu verhindern, dass jemand das Haus betritt, und hängte das Schlafzimmerfenster mit einem Laken ab. Williams fotografierte den bewusstlosen nackten Körper Comeaus, bevor er sie fast zwei Stunden lang vergewaltigte, was er auch auf Video aufnahm. Ein Fluchtversuch Comeaus, die inzwischen wieder Bewusstsein erlangt hatte, und auch ihre Gegenwehr scheiterten. Schließlich klebte Williams Comeaus Nasenlöcher und ihren Mund trotz ihres Flehens um Gnade mit Klebeband zu und beobachtete, wie sie erstickte. Nach ihrem Tod machte Williams weitere Fotos, wusch die Bettwäsche mit Bleichmittel, überdeckte Comeaus Körper mit einer Decke, nahm weitere Unterwäschestücke mit und verließ das Haus.
Comeaus Partner entdeckte ihre Leiche im Haus. Nach dem Bekanntwerden von Comeaus Tod sandte Williams ein Kondolenzschreiben an Comeaus Vater.

#### Mord an Jessica Lloyd
Die 27-jährige Studentin Jessica Lloyd fiel Williams nach eigener Aussage auf, als er sie am 27. Januar 2010 beim Vorbeifahren auf einem Laufband in ihrem Haus sah. Als Lloyd außer Hauses war, brach Williams ein, um sicherzustellen, dass sie alleine lebt.
In der Nacht des 28. Januars parkte Williams auf einem Feld in der Nähe von Lloyds Haus und brach in ihr Schlafzimmer ein, als sie schlief. Lloyd wachte auf und Williams klebte ihr die Augen mit Klebeband zu und fesselte sie am Bauch. Im Flur, den er mit Lampen aus anderen Räumen besser ausleuchtete, fotografierte er Lloyd in ihrer Schlafkleidung. Anschließend filmte er die Vergewaltigung Lloyds. Lloyd verhielt sich kooperativ in der Hoffnung, dass Williams sie am Leben lassen würde. Nach drei Stunden brachte Williams Lloyd mit seinem Auto in sein Haus in Tweed. Dort ließ er sie nach eigener Aussage duschen und einige Stunden schlafen. Als sie aufgrund des Stresses einen Krampfanfall bekam, flehte sie Williams an, sie ins Krankenhaus zu bringen. Er vergewaltigte sie erneut, ließ sie Unterwäsche modeln und erlaubte ihr dann scheinbar, zu gehen, nur um sie von hinten mit der Taschenlampe auf den Kopf zu schlagen, sie mit einem Seil zu erwürgen und ihren toten Körper zu fotografieren.
Zunächst ließ er ihre Leiche in seiner Garage liegen, während er beruflich nach Kalifornien flog. Am 2. Februar brachte er die Leiche schließlich in ein Waldstück, von dem er wusste, dass sein Nachbar Larry Jones, gegen den bereits wegen früherer Taten Williams’ ermittelt worden war, dort jagen ging.

## Ermittlungen und Verhaftung
Nachdem Jessica Lloyd als vermisst gemeldet worden war, wandte sich ein Mann an die Polizei, der beim Vorbeifahren in der Tatnacht ein Auto auf dem Feld nahe ihrem Haus gesehen hatte, was ihm ungewöhnlich vorgekommen war. Tatsächlich fand die Polizei an der beschriebenen Stelle Reifenspuren im Schnee. In der Woche nach Lloyds Verschwinden führte die Polizei eine umfangreiche Kontrolle von Kraftfahrzeugen auf der Schnellstraße in der Nähe von Lloyds Wohnort durch. Auch Williams, der die Straße mit seinem Nissan Pathfinder befuhr, wurde am 4. Februar 2010 kontrolliert, wobei die Übereinstimmung seines Reifenprofils mit den Spuren im Schnee bemerkt wurde. Beginnend mit der Kontrolle observierte die Polizei Williams.
Am 7. Februar 2010 wurde Williams von der Polizei zur Befragung gebeten. Zeitgleich begann eine Durchsuchung seiner Häuser. Während des zehnstündigen Verhörs gestand Williams alle seine Taten, beschrieb sie detailliert und offenbarte, wo die Polizei seine Diebesbeute in den Häusern finden kann. Am darauffolgenden Tag führte er die Polizei zu Jessica Lloyds Leiche. Er wurde am selben Tag dem Richter vorgeführt und in Untersuchungshaft genommen.
Nachdem Williams in der Haft im Quinte Detention Centre in Napanee, Ontario, versucht hatte, sich umzubringen, indem er seine Zelle verriegelte und eine gestopfte Toilettenpapierrolle in seinen Hals schob, stand er ab Anfang April 2010 wegen Suizidgefährdung unter Beobachtung. Williams trat danach am 6. April 2010 in einen Hungerstreik.

## Strafprozess, Verurteilung und Haft

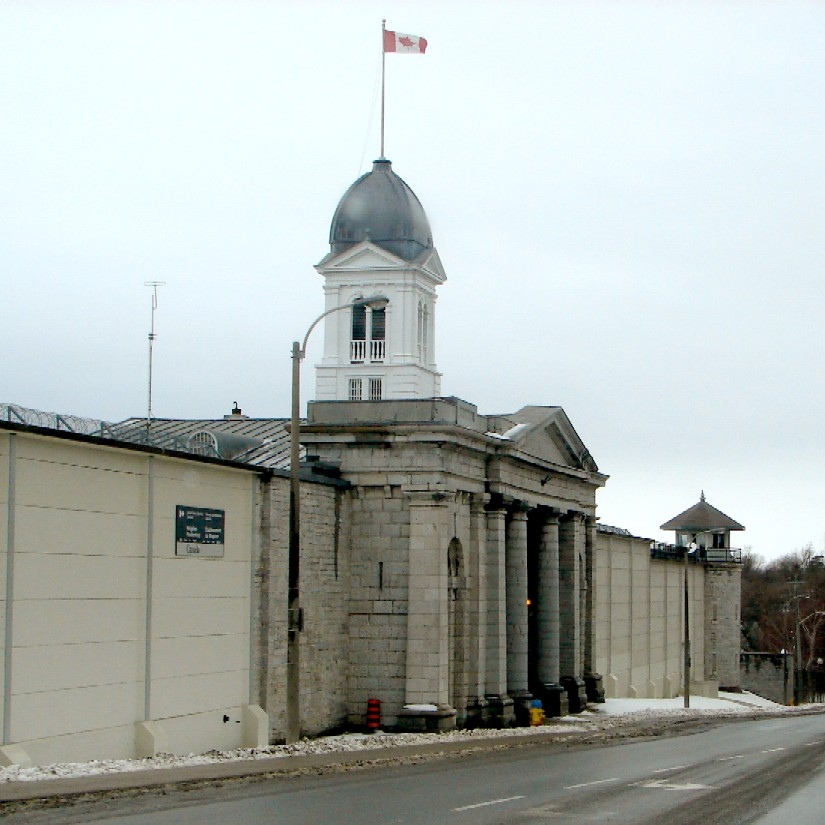
Kingston Penitentiary in Kingston, Ontario, wo Williams den ersten Teil seiner Haft verbüßte

Der Strafprozess gegen Williams dauerte vier Verhandlungstage an und fand vom 18. bis zum 22. Oktober 2010 vor dem Superior Court of Justice von Ontario in Belleville statt. Bereits am ersten Verhandlungstag bekannte sich Williams schuldig und bat für seine Taten um Verzeihung.
Am 22. Oktober 2010 wurde er schließlich wegen zweifachen Mordes, Vergewaltigung und 82 Fällen des Einbruches und Diebstahls zu lebenslanger Freiheitsstrafe verurteilt. Eine vorzeitige Haftentlassung nach 15 Jahren, wie sie bei lebenslanger Freiheitsstrafe sonst in Kanada in Betracht kommt (sog. Faint-hope-Regelung), ist bei Williams nicht möglich, da er zwei Morde verübt hat. Somit kann Williams erst nach 25 Jahren in Haft einen Antrag auf vorzeitige Haftentlassung stellen. Der Richter ordnete außerdem die Zerstörung von Williams Wagen, einem Nissan Pathfinder, und seiner Kamera an. Williams ist seit dem Urteil als Sexualstraftäter registriert und ihm ist Waffenbesitz untersagt. Seine DNA wurde in die Datenbank der Polizei aufgenommen. Für jeden Anklagepunkt musste Williams zudem 100 $ zahlen, insgesamt 8.800 $.
Williams verbüßte die ersten Jahre seiner Haftstrafe im Kingston Penitentiary, einem Hochsicherheitsgefängnis in Kingston, Ontario, das jedoch 2013 geschlossen wurde. Im Rahmen der Schließung wurde Williams in ein Hochsicherheitsgefängnis in Port-Cartier, Québec, verlegt.
Nach der Verurteilung verbrannte das kanadische Militär in einem erstmaligen Akt Williams Uniform und alle weiteren Teile seiner militärischen Ausrüstung, die zuvor in seinem Haus sichergestellt worden waren. Auch die zwei Medaillen, die Williams in seiner Militärzeit erhalten hatte, nahm das Militär wieder an sich.

## Rezeption
Williams’ Geschichte wurde 2012 für das Fernsehen unter dem Titel An Officer and a Murderer verfilmt. Zudem wurde sie im Fernsehformat The Fifth Estate und in der Fernsehserie Deadly Sins behandelt.